# Критическая расовая теория
Критическая ра́совая теория (англ. critical race theory, сокращённо англ. CRT) — академическое движение учёных и активистов в области гражданских прав в Соединëнных Штатах, которые стремятся критически изучить законодательство и бросить вызов господствующим либеральным подходам к расовой справедливости. Критическая расовая теория изучает социальные, культурные и правовые вопросы, связанные с расой и расизмом.

## История
Возникла в середине 1970-х годов в трудах нескольких американских учёных-юристов, включая Деррика Белла, Алана Фримена, Кимберли Креншоу, Ричарда Дельгадо, Шерил Харрис, Чарльза Р. Лоуренса III, Мари Мацуда и Патрицию Дж. Уильямс. Как движение началось к 1980-м годам. 
Сторонники теории утверждают, что расизм является не чистым продуктом предубеждений, а опирается на сложную комбинацию факторов социально-экономического и культурного характера, в результате которых одна из групп (как правило, белые) получает превосходство над другими. Согласно данной концепции, безразличие того или иного закона к расе само по себе не гарантирует равенства рас, так как могут существовать множество дополнительных факторов, косвенно приводящих при буквальной реализации закона к дискриминации расовых групп.
Критики теории утверждают, что она опирается на социальный конструктивизм, ставит повествование над доказательствами и разумом, отвергает концепции истины и достоинства, а также выступает против либерализма.